# Batrachoseps diabolicus
Batrachoseps diabolicus är en groddjursart som beskrevs av Jockusch, Wake och Kay P. Yanev 1998. Batrachoseps diabolicus ingår i släktet Batrachoseps och familjen lunglösa salamandrar. IUCN kategoriserar arten globalt som otillräckligt studerad. Inga underarter finns listade.